# Gimme Some Truth (album)
Gimme Some Truth è una compilation di John Lennon pubblicata nel 2010.

## Descrizione
Formata da quattro dischi, contiene brani musicali rimasterizzati.
I quattro dischi sono divisi per tematica: Working Class Hero: si occupa della canzoni sociopolitiche di John, Woman: contiene le canzoni d'amore, Borrowed Time: le canzoni sul senso della vita, Roots: le sue radici nel rock 'n' roll anni cinquanta.

## Tracce
Tutti i brani sono opera di John Lennon, eccetto dove indicato.

### Disc 1 (Working Class Hero)
1. Working Class Hero - 03:49
2. Instant Karma! (We All Shine On) - 03:25
3. Power to the People - 03:21
4. God - 04:11
5. I Don't Wanna Be a Soldier Mama I Don't Wanna Die - 06:06
6. Gimme Some Truth - 03:14
7. Sunday Bloody Sunday (John Lennon/Yōko Ono) - 05:01
8. Steel and Glass - 04:39
9. Meat City - 02:52
10. I Don't Wanna Face It - 03:23
11. Remember - 04:35
12. Woman Is the Nigger of the World (John Lennon/Yoko Ono) - 05:16
13. I Found Out - 03:37
14. Isolation - 02:53
15. Imagine - 03:04
16. Happy Xmas (War Is Over) (John Lennon/Yoko Ono) - 03:33
17. Give Peace a Chance - 04:50
18. Only People - 03:27

### Disc 2 (Woman)
1. Mother - 05:35
2. Hold On - 01:50
3. You Are Here - 04:09
4. Well Well Well - 05:57
5. Oh My Love (John Lennon/Yoko Ono) - 02:46
6. Oh Yoko! - 04:17
7. Grow Old with Me - Anthology version - 03:19
8. Love - 03:24
9. Jealous Guy - 04:16
10. Woman - 03:33
11. Out the Blue - 03:22
12. Bless You - 04:39
13. Nobody Loves You (When You're Down And Out) - 05:11
14. My Mummy's Dead - 00:49
15. I'm Losing You - 03:59
16. (Just Like) Starting Over - 03:58
17. #9 Dream - 04:46
18. Beautiful Boy (Darling Boy) - 04:06

### Disc 3 (Borrowed Time)
1. Mind Games - 04:13
2. Nobody Told Me - 03:35
3. Cleanup Time - 02:57
4. Crippled Inside - 03:48
5. How Do You Sleep? - 05:36
6. How? - 03:43
7. Intuition - 03:07
8. I'm Stepping Out - 04:07
9. Whatever Gets You Thru the Night - 03:28
10. Old Dirt Road (John Lennon/Harry Nilsson) - 04:11
11. Scared - 04:39
12. What You Got - 03:08
13. Cold Turkey - 05:03
14. New York City - 04:31
15. Surprise Surprise (Sweet Bird of Paradox) - 02:55
16. Borrowed Time - 04:31
17. Look at Me - 02:54
18. Watching the Wheels - 03:32

### Disc 4 (Roots)
1. Be-Bop-A-Lula (Tex Davis/Gene Vincent) - 02:37
2. You Can't Catch Me (Chuck Berry) - 04:52
3. Rip It Up / Ready Teddy (Bumps Blackwell/John Marascalco) - 01:34
4. Tight A$ - 03:37
5. Ain't That a Shame (Fats Domino/Dave Bartholomew) - 02:32
6. Sweet Little Sixteen (Chuck Berry) - 03:02
7. Do You Wanna Dance? (Bobby Freeman) - 02:53
8. Slippin' and Slidin' (Eddie Bocage/Albert Collins/Richard Penniman/James H. Smith) - 02:17
9. Peggy Sue (Jerry Allison, Norman Petty/Buddy Holly) - 02:05
10. Bring It on Home to Me / Send Me Some Lovin' (Sam Cooke)/(John Marascalco/Lloyd Price) - 03:40
11. Yer Blues (Live) (John Lennon/Paul McCartney) - 03:45
12. Just Because (Lloyd Price) - 04:29
13. Boney Moronie (Larry Williams) - 03:49
14. Beef Jerky - 03:27
15. Ya Ya (Lee Dorsey/Clarence Lewis/Morgan Robinson) - 02:20
16. Hound Dog (Live) (Jerry Leiber e Mike Stoller) - 03:05
17. Stand by Me (Ben E. King/Jerry Leiber/Mike Stoller) - 03:33
18. Here We Go Again (John Lennon/Phil Spector) - 04:51